# Паренхиматозные дистрофии
Паренхимато́зные дистрофи́и — нарушения метаболизма в паренхиме органов.
Паренхима органа — совокупность клеток, обеспечивающих основные его функции (например, кардиомиоциты — паренхиматозные элементы сердца, гепатоциты — печени, нейроны — головного и спинного мозга). Паренхиму органа необходимо отличать от паренхиматозного органа (так в дескриптивной анатомии называли неполостные органы).

## Классификация
В зависимости от типа веществ, обмен которых нарушен, выделяют три группы паренхиматозных дистрофий:
1. Паренхиматозные диспротеинозы (нарушения обмена белков)
2. Паренхиматозные липодистрофии (нарушения обмена липидов)
3. Паренхиматозные углеводные дистрофии.

## Паренхиматозные диспротеинозы
Понятие паренхиматозные диспротеинозы объединяет:
- зернистую дистрофию (не является истинной дистрофией, т.к. в основе деструктивных процессов лежит набухание и отек ультраструктур клетки (митохондрий), а не накопление белка в цитоплазме[1]),
- гидропическую дистрофию,
- гиалиново-капельную дистрофию
- роговую дистрофию,
- аминоацидопатии (нарушения обмена аминокислот).

## Паренхиматозные липодистрофии
Липодистрофии в патологической анатомии часто обозначают термином липидозы. Среди паренхиматозных липодистрофий выделяют наследственные и приобретённые варианты:
I. Наследственные паренхиматозные липодистрофии (в основном сфинголипидозы).
II. Приобретённые паренхиматозные липодистрофии
1. Жировая дистрофия печени (стеатоз печени, жировой гепатоз)
2. Жировая дистрофия миокарда
3. Жировая дистрофия почек.

### Гистохимия жиров
Для диагностики липодистрофий нередко используется гистохимический метод выявления липидов в тканевом срезе. Принцип методики основан на способности определённых красителей концентрироваться в жирах. Наиболее часто применяют следующие реактивы:
- Суданы (III, чёрный) — окрашивают жиры в оранжевый (судан III) или в чёрный (судан чёрный В) цвета
- Шарлах красный (шарлах-рот) — окрашивает липиды в красный цвет
- Масляный красный О — также окрашивает жировые вещества в красный цвет
- Осмиевая кислота (тетраоксид осмия) — растворяется в липидах, придавая им чёрный цвет, но из-за высокой токсичности в обычной работе патологоанатома не применяется, используется для окраски ультратонких срезов, предназначенных для электронной микроскопии
- Нильский голубой — экспресс-метод дифференциальной окраски липидов (ацилглицеролы окрашивает в красный цвет, холестерол и холестериды — в лиловый, фосфолипиды — в голубой, свободные жирные кислоты и их соли — в тёмно-синий); краситель нестойкий, поэтому исследование проводится по мере готовности препарата, через несколько часов красные тона исчезают.

### Сфинголипидозы
Сфинголипидо́зы — нарушения обмена сфинголипидов. Выделяют три класса сфинголипидов (сфингомиелины, ганглиозиды, цереброзиды) и, соответственно, три группы сфинголипидозов — сфингомиелиноз, ганглиозидозы и цереброзидозы. Вариантом цереброзидов являются сульфатиды. Сфинголипидозы относятся к тезаурисмозам (болезням накопления) — наследственным заболеваниям, при которых происходит накопление какого-либо вещества из-за отсутствия или дефекта фермента, метаболизирующего его.
I. Сфингомиелино́з (болезнь Ниманна — Пика).
II. Ганглиозидо́зы
1. Болезнь Те́я—Са́кса
2. Болезнь Сандхо́ффа—Но́рмана—Ла́ндинга
3. Ювенильный ганглиозидоз.

III. Цереброзидо́зы
1. Глюкоцереброзидоз (болезнь Гоше́)
2. Галактоцереброзидоз (болезнь Кра́ббе)
3. Болезнь Фа́бри — нарушение обмена ди- и тригексозоцереброзидов
4. Сульфатидо́з (болезнь Гри́нфилда—Шо́льца)
5. Болезнь О́стина — сочетанное нарушение обмена сульфатидов и мукополисахаридов.

Ведущими изменениями, характерными для этой группы заболеваний являются поражение:
- нервной системы,
- печени,
- селезёнки.

#### Сфингомиелиноз
Сфингомиелиноз (болезнь Ниманна — Пика) обусловлен нарушением активности сфингомиелиназы, расщепляющей сфингомиелины. Данные вещества накапливаются в нейронах головного мозга и макрофагах внутренних органах, определяя развитие церебрального и висцерального синдромов. В подавляющем большинстве случаев сфингомиелиноза (85 % наблюдений) встречается острый инфантильный нейровисцеральный тип болезни, особенно характерный для еврейских семей. Как правило, заболевание проявляется в течение первого полугодия жизни ребёнка, но известны и врождённые случаи. Важным диагностическим признаком является вишнёво-красное пятно на глазном дне (обнаруживается у половины больных). Погибают дети обычно на втором году жизни.
На фоне общего истощения и обезвоживания кожа приобретает коричневато-жёлтый оттенок, прежде всего на открытых участках тела. Селезёнка значительно увеличена, плотная, кирпично-красного цвета, на разрезе пёстрая за счёт чередования кирпично-красных и желтоватых участков. Печень также значительно увеличена, уплотнена, от охряно-жёлтого до коричневато-жёлтого цвета, на разрезе её ткань имеет глинистый вид. Лимфоузлы увеличены, на разрезе цвета яичного желтка. Надпочечники увеличены, более светлые, чем в норме. В лёгких — мелкие очажки, напоминающие милиарные туберкулы, или сетчатая желтоватая инфильтрация. Почки увеличены умеренно, корковое вещество светло-серое. Головной мозг внешне может быть не изменён, в ряде случаев выявляется атрофия за счёт серого вещества и участки демиелинизации.
При микроморфологическом исследовании в ткани мозга и в различных внутренних органах, прежде всего в печени и селезёнке, обнаруживаются клетки Пи́ка — клетки, цитоплазма которых содержит многочисленные липидные включения, и поэтому принимает вид «мыльной пены» (пенистые клетки). Клетками Пика становятся в первую очередь нейроны и макрофаги, но накапливать сфингомиелины способны и некоторые эпителиоциты. Наибольшее количество клеток Пика отмечается в печени, а самые тяжёлые изменения выявляются в головном мозге: нейроны резко увеличены, напоминают клетки в состоянии баллонной дистрофии. На электронограммах липидные включения в цитоплазме выглядят как вакуоли с миелиноподобными тельцами (свёрнутыми в рулоны биомембранами).

#### Ганглиозидозы
Ганглиозидозы развиваются в результате нарушения активности лизосомных ферментов гексозаминидаз, расщепляющих ганглиозиды. Гексозаминидаза А — фермент нейронов, гексозаминидаза В — макрофагов и некоторых других клеток. К ганглиозидозам относят болезнь Тея—Сакса, болезнь Сандхоффа—Нормана—Ландинга и ювенильный ганглиозидоз. Для ганглиозидозов характерен синдром амавротической идиотии (амавро́з — полная слепота, идиоти́я — тяжёлая форма олигофрении). Помимо ганглиозидозов, амавротическая идиотия развивается при первичных нейрональных липофусцинозах.
1. Болезнь Тея — Сакса (инфантильная амавротическая идиотия) отличается полным отсутствием активности гексозаминидазы А (при этом ганглиозиды накапливаются в нейронах). Клинические проявления в основном развиваются к 6 мес. жизни. Смерть наступает, как правило, в возрасте 2—5 лет при полной слепоте, обездвиженности и резком истощении. Головной мозг поначалу увеличен, затем уменьшается. Белое вещество резиновой плотности. Граница между белым и серым веществом стёрта. Все нейроны мозга и ганглиозные клетки сетчатки резко увеличены за счёт накопления ганглиозидов (цитоплазма и отростки вздуты, ядро оттеснено на периферию). Нейроны постепенно гибнут, на их месте разрастается нейроглия (глиоз). Для прижизненной диагностики заболевания проводится биопсия прямой кишки. В сетчатке глаза на месте жёлтого пятна обнаруживается красное.
2. Болезнь Сандхоффа — Норманна — Ландинга — в отличие от болезни Тея—Сакса, ганглиозиды накапливаются не только в нейронах, но и в макрофагах внутренних органов и в клетках почечных канальцев. В основе заболевания лежит полное отсутствие активности гексозаминидаз А и В.
3. Ювенильный ганглиозидоз — заболевание характеризуется частичным дефектом гексозаминидазы А. Морфологическая картина аналогична болезни Тея—Сакса, но развивается в возрасте 2—6 лет. Больные обычно погибают в возрасте 6—15 лет.

#### Цереброзидозы
К цереброзидам относятся болезни Гоше, Краббе, Фабри и Гринфилда—Шольца. В эту же группу нередко включают болезнь Остина — сочетание болезни Гринфилда—Шольца и мукополисахаридоза.
1. Болезнь Гоше́ (глюкоцереброзидоз). [Филип Гоше — французский дерматолог.] При болезни Гоше в тканях происходит накопление глюкоцереброзидов. Различают три типа болезни Гоше:
- инфантильный,
- ювенильный,
- взрослый.

Инфантильный тип проявляется на первом году жизни. Через 1—2 года дети умирают. Основные изменения выявляются в головном мозге в виде прогрессирующей гибели нейронов. Цереброзиды накапливаются в цитоплазме макрофагов, которые называются клетками Гоше́. Печень и селезёнка резко увеличены. Клетки Гоше встречаются и в головном мозге.
Ювенильный тип манифестирует после года жизни. В головном мозге клетки Гоше отсутствуют. Типичными изменениями скелета являются грудной кифосколиоз, колбовидные бедренные кости, клиновидные или плоские тела позвонков. Смерть наступает в возрасте 5—15 лет.
Взрослый тип болезни проявляется в детском возрасте и очень медленно прогрессирует. Как правило, больные доживают до 20—25 лет. Наиболее выраженные изменения обнаруживаются в селезёнке. Помимо спленомегалии отмечается гиперспленизм — усиленное разрушение в красной пульпе селезёнки форменных элементов крови. Гиперспленизм обусловливает развитие анемии, лейкопении (на фоне которой возникают инфекционные осложнения вплоть до сепсиса) и тромбоцитопении. Иногда формируется панмиелофтиз (опустошение красного костного мозга).
2. Галактоцереброзидоз (глобоидноклеточная лейкодистрофия Кра́ббе). [Кнуд Харальдсен Краббе (1885—1961) — датский невропатолог.] В основе заболевания лежит дефицит фермента β-галактозидазы, отщепляющей от молекулы цереброзида галактозу. Обычно сразу после рождения или в первые 6 мес. жизни проявляется поражение головного мозга. Характерна быстро нарастающая ригидность мышц, прежде всего мышц нижних конечностей, общее двигательное беспокойство (экстрапирамидные гиперкинезы). Различные раздражители вызывают приступы тонических судорог, нередко протекающих с потерей сознания. Атрофия зрительного нерва приводит к ослаблению зрения. В терминальной стадии заболевания развивается картина децеребрационной ригидности (поражение среднего мозга каудальнее красных ядер, проявляющееся резким преобладанием тонуса мышц-разгибателей): запрокинутая голова и выпрямленные конечности. Дети погибают от интеркуррентных заболеваний или вследствие бульбарного паралича. Средняя продолжительность жизни — один год. Прижизненный морфологический диагноз возможен на основании биопсии периферического нерва. При макроморфологическом исследовании обнаруживается атрофия головного и спинного мозга, расширение мозговых желудочков. В белом веществе диффузно располагаются очаги уплотнения, в сером — желеобразные очаги размягчения.
Галактоцереброзиды накапливаются в глиоцитах и в адвентиции сосудов головного и спинного мозга, в гепатоцитах и эпителии почечных канальцев. В веществе головного мозга вокруг мелких вен в виде муфт располагаются гигантские многоядерные клетки, сходные с клетками Ланганса, с периферическим расположением ядер вблизи внутренней поверхности цитолеммы. Они специфичны для болезни Краббе и называются глобо́идными клетками. Глобоидные клетки вместе с лимфоидными формируют периваскулярные гранулёмы. Встречаются типичные лимфоцитарные гранулёмы без глобоидных клеток.
3. Диффузная ангиокератома туловища Фа́бри. [Иоганн Фабри (1860—1930) — немецкий дерматолог.] Заболевание развивается вследствие дефекта лизосомного фермента α-галактозидазы, вследствие чего происходит накопление ди- и тригексоз-цереброзидов. Дигексоз-цереброзиды накапливаются преимущественно в почках и поджелудочной железе; они выделяются из организма с мочой. В других органах откладываются в основном тригексоз-цереброзиды. Болеют почти исключительно мужчины (андротропизм). Заболевание начинается в возрасте 7—10 лет. Смерть наступает, как правило, в возрасте 40 лет от почечной или сердечно-сосудистой недостаточности. Заболевание носит генерализованный характер с поражением различных органов и тканей. Поражение центральной и периферической нервной системы клинически проявляется парестезиями, особенно верхних конечностей, с артралгией по типу ревматической, головными болями и снижением интеллекта. Висцеропатия протекает в форме кардиовазоренального синдрома. При этом развиваются почечная недостаточность с постоянной изостенурией и приступами транзиторной азотемии, отёки преимущественно на нижних конечностях, расширение границ сердца, артериальная гипертензия. Изменения органа зрения заключаются в помутнении роговицы, извитости артерий и вен глазного дна. На коже и видимых слизистых оболочках появляются мелкие синюшные, тёмно-красные или черноватые узелки (ангиокератомы). Наибольшее количество ангиокератом определяется на коже передней брюшной стенки в параумбиликальной области, в аксиллярных впадинах, на мошонке, на коже бёдер, щёк и концевых фаланг пальцев, на слизистой оболочке полости рта, конъюнктиве глаза и красной кайме губ.
4. Метахроматическая лейкодистрофия Гринфилда—Шольца. Данное заболевание, как и болезнь Фабри, относится к лизосомным болезням, поскольку в основе заболевания лежит дефицит лизосомного энзима арилсульфатазы А, отщепляющей сульфат от молекулы сульфатида (цереброзид-сульфата). Сульфатиды окрашиваются метахроматически крезиловым фиолетовым в коричневый цвет. Выделяют три формы заболевания:
- инфантильную,
- ювенильную,
- взрослую.

Инфантильная форма протекает наиболее тяжело, клинические симптомы появляются на 2—3 году жизни (расстройство сна, постепенная потеря речи, амавроз и глухота, умственная отсталость, спастические парезы и параличи, переходящие в децеребрационную ригидность). Смерть наступает в течение 1—3 лет. С целью прижизненной морфологической диагностики используется биопсия (ректальная или периферического нерва). При этом метахромазия выявляется в цитоплазме макрофагов и леммоцитов. При макроморфологическом исследовании отмечается атрофия головного мозга, уплотнение его вещества. Накопление сульфатидов происходит в глиоцитах, прежде всего в клетках олигодендроглии, в меньшей степени — в нейронах. На электронограммах определяются увеличенные лизосомы со слоистыми структурами.

### Приобретённые паренхиматозные липодистрофии
Приобретённые паренхиматозные липодистрофии связаны с нарушением обмена ацилглицеролов (нейтральных жиров) в паренхиме органов и чаще всего развиваются в печени, миокарде, почках.

#### Паренхиматозная жировая дистрофия печени
Изменения в печени при этом обозначаются терминами стеато́з или жировой гепато́з. Причинами жирового гепатоза служат различные патологические процессы (инфекции, алкоголизм, сахарный диабет, хроническая гипоксия, недостаточность белка в пище). Макроморфологически печень увеличена, ткань её дряблая, цвет зависит от выраженности стеатоза (светло-коричневый при умеренном стеатозе, жёлтый — при выраженном и белесоватый — при резко выраженном процессе). Печень при жировом гепатозе белесоватого цвета называют «гусиной», так как у водоплавающих птиц такой вид органа является обычным. При микроскопическом исследовании в цитоплазме гепатоцитов выявляются капли ацилглицеролов, окрашивающиеся соответствующими гистохимическими реактивами. Различают три степени выраженности процесса: (1) пылевидное, (2) мелкокапельное и (3) крупнокапельное «ожирение» гепатоцитов. Диагноз стеатоза по материалу биопсии печени возможен только при наличии не менее половины изменённых паренхиматозных клеток.

#### Паренхиматозная жировая дистрофия миокарда
Приобретённая паренхиматозная липодистрофия миокарда развивается при декомпенсации сердечной деятельности (в «изношенном» сердце). Орган в типичных случаях называется «тигровым сердцем». Оно увеличено за счёт расширения полостей, стенки его истончены по сравнению с компенсированные состоянием, миокард дряблый, глинисто-жёлтый, со стороны эндокарда заметны мелкие желтоватые пятна и полоски (участки максимальной концентрации ацилглицеролов в цитоплазме кардиомиоцитов). Однако жёлтые полосы образуются крайне редко, чаще встречается картина хаотично рассеянных по эндокарду левого желудочка мелких желтоватых пятен. При микроскопическом исследовании в цитоплазме кардиомиоцитов обнаруживаются капли нейтрального жира. В паренхиматозных элементах сердца встречается (1) пылевидное и (2) мелкокапельное «ожирение». Крупные капли жира в этих клетках обычно не образуются.

#### Паренхиматозная жировая дистрофия почек
Приобретённая паренхиматозная липодистрофия в почках отмечается при нефротическом синдроме, как и гиалиново-капельная дистрофия канальцевых нефроцитов. Она возникает вследствие реабсорбции липопротеиновых частиц, которыми при данном синдроме богата первичная моча. Если в почке отсутствуют грубые изменения (например, при амилоидозе или нефрите), орган с признаками паренхиматозной липодистрофии несколько увеличен, ткань его дряблая, корковое вещество расширено, желтовато-серого цвета. При микроскопическом исследовании в цитоплазме канальцевых нефроэпителиоцитов, наряду с белковыми каплями (внутриклеточный гиалиноз), обнаруживаются капли нейтрального жира. Как и в гепатоцитах, различают:
- пылевидное,
- мелкокапельное и
- крупнокапельное «ожирение».

## Паренхиматозные углеводные дистрофии
Паренхиматозные углеводные дистрофии сопровождаются нарушением обмена
- гликопротеинов
- гликогена (гликогенопатии).

Гликопротеинами являются многие белки организма. В патологической анатомии основное значение из них имеют слизистые вещества (муцины) и слизеподобные вещества (мукоид, псевдомуцины). Накопление муцинов и мукоида называется слизистой дистрофией. В качестве варианта слизистой дистрофии рассматривается коллоидная дистрофия — накопление в ткани слизеподобных веществ с последующим их уплотнением в виде коллоида.
I. Нарушения обмена гликогена (гликогенопатии)
1. Наследственные формы (гликогенозы)
2. Приобретённые формы [например, при сахарном диабете].

II. Слизистая дистрофия
1. Наследственные формы [например, муковисцидоз]
2. Приобретённые формы.

Среди тезаурисмозов выделяют группу гликопротеинозов, куда относятся такие заболевания, как сиалидоз, фукозидоз, маннозидоз и аспартилглюкозаминурия.

### Гистохимия углеводов
Наиболее часто в патологоанатомической практике используют три гистохимические методики для обнаружения углеводов: PAS-реакцию, окраску кармином Бэста и метахроматические методы для определения свободной гиалуроновой кислоты.
1. Суммарное выявление гликогена и гликопротеинов в тканевом срезе обычно проводят при помощи PAS-реакции, которую в отечественной литературе часто называют «ШИК-реакцией» (от названия реактива — Шифф-йодная кислота). В состав реактива Шиффа входит красный краситель основной фуксин, благодаря ему гликоген и гликопротеины окрашиваются в красный цвет. При необходимости срезы обрабатывают ферментом амилазой (диастазой) для того, чтобы отличить гликоген от гликопротеинов (PASD-реакция).
2. Выявить гликоген можно окраской кармином по методу Бэста. Гранулы гликогена при этом окрашиваются в тёмно-красный цвет.
3. Для обнаружения свободной гиалуроновой кислоты в ткани при мукоидном отёке используют краситель толуидиновый синий, который окрашивает участки со свободным гиалуронатом в красный цвет (способность ткани окрашиваться в цвет, отличный от цвета красителя, называется метахромазией).

### Гликогенозы
Гликогено́зы — тезаурисмозы, при которых отсутствует гликогенолиз из-за недостаточности ферментов, расщепляющих гликоген. При этом в клетках ряда органов происходит накопление гликогена. Тип гликогеноза, помимо эпонима, обозначают римской цифрой: гликогеноз I типа — болезнь Гирке, II — болезнь Помпе, III — болезнь Форбса—Кори, IV — болезнь Андерсен, V — болезнь Макардла, VI — болезнь Эра, VII — болезнь Томсона, VIII — болезнь Таруи, IX — болезнь Хага и т. д. Наиболее детально изучены первые шесть типов гликогенозов.

#### Классификация
Гликогенозы классифицируют в зависимости от преимущественной локализации поражения и химическим особенностям гликогена.
I. Преимущественная локализация поражения
1. Печёночные гликогенозы (I, III, IV, VI)
2. Мышечные гликогенозы (V)
3. Генерализованные гликогенозы (II).

II. Химические особенности гликогена
1. Гликогенозы с наличием неизменённого гликогена (I, II, V, VI)
2. Гликогенозы с наличием аномального гликогена (III, IV).

Аномальные типы гликогена при гликогенозах:
- Лимитдекстрин (лимитдекстриноз — III тип)
- Амилопектин (амилопектиноз — IV тип).

Печёночные формы характеризуются увеличением печени. Мышечные гликогенозы обычно сопровождаются развитием слабости скелетной мускулатуры из-за накопления в саркоплазме мионов гликогена. При генерализованном гликогенозе страдают различные органы, но ведущее значение имеет поражение сердца (кардиомегалия) и развитие хронической сердечной недостаточности.
При болезни Форбса—Кори гликоген имеет короткие боковые цепи (в норме длинные) и называется лимитдекстрин, а заболевание — лимитдекстриноз. При болезни Андерсен гликоген не образует боковых ветвей и представляет собой линейные молекулы, он называется амилопектин (по неудачной аналогии с амилопектином крахмала), а заболевание — амилопектиноз. При этом амилопектин повреждает гепатоциты, на месте некроза которых разрастается волокнистая ткань и уже в первые годы жизни ребёнка формируется цирроз печени.

#### Макроскопическая проба на гликоген
В патологической анатомии разработана методика экспресс-диагностики гликогеноза (диагностика «у секционного стола»). Макроскопическая проба на гликоген определяет наличие его в органе только в большом количестве, что характерно для гликогенозов. Обычное количество гликогена таким способом выявить невозможно. Причиной сохранения гликогена в клетках при гликогенозах является отсутствие посмертного гликогенолиза.
Проба проводится в три этапа:
- 1 этап — ткани вымачивают в водном растворе формалина (при этом жидкость становится мутной, белесоватой, как разбавленное молоко)
- 2 этап — при действии этанола из этого раствора выпадают студнеобразные массы
- 3 этап — под влиянием йод-содержащих реактивов (например, раствора Люголя) осадок приобретает насыщенный бурый цвет.

#### Печёночные гликогенозы
К печёночным гликогенозам относятся болезнь Гирке (I тип), болезнь Форбса—Кори (III тип), болезнь Андерсен (IV тип) и болезнь Эра (VI тип). Гликогеноз VI типа разделяют на два варианта: болезнь Эра-I и болезнь Эра-II.
1. Болезнь Ги́рке. [Эдгар Отто Конрад фон Гирке (1877—1945) — немецкий патологоанатом.] В основе болезни Гирке лежит дефицит глюкозо-6-фосфатазы. Поражается прежде всего печень, она резко увеличена, цвет её ткани на разрезе розовый. Селезёнка обычного размера. Почки увеличены за счёт коры, приобретающей желтовато-розовый цвет. Поскольку гликоген «заперт» в гепатоцитах, у больных развивается гипогликемия, поэтому больные часто и много едят, что приводит к ожирению (алиментарное наследственное ожирение). Жир при этом откладывается преимущественно на лице. Характерен малый рост (печёночный инфантилизм). Могут поражаться кишечник и сердце. Перегруженные гликогеном лейкоциты (прежде всего нейтрофильные гранулоциты) функционально неактивны, вследствие чего развиваются разнообразные инфекционные процессы вплоть до сепсиса. При микроскопическом исследовании ткани печени выявляются резко увеличенные гепатоциты со светлой (оптически пустой) цитоплазмой. Такие гепатоциты напоминают растительные клетки. Феномен светлой цитоплазмы при наличии в ней большого количества гликогена объясняется вымыванием этого вещества водными растворами различных реактивов. Тем не менее реакция Бэста положительна даже после фиксации материала в формалине.
2. Болезнь Фо́рбса—Ко́ри (лимитдекстриноз). [Джилберт Бёрнетт Форбс — американский педиатр.] При этом заболевании образуется гликоген с короткими боковыми цепями (лимитдекстрин). Поражается в основном печень в виде умеренновыраженной гепатомегалии. Болезнь протекает благоприятно.
3. Болезнь А́ндерсен (амилопектиноз). Заболевание описала американка Дороти Ганзина Андерсен. Причиной болезни является дефект ветвящего фермента, который обеспечивает синтез боковых цепей гликогена. У больных амилопектинозом молекулы гликогена приобретают нитеобразную форму без боковых ответвлений. Такой гликоген не только с трудом расщепляется, но и повреждает клетку, обусловливая её гибель. Уже в конце первого — начале второго года жизни у ребёнка развивается цирроз печени. Другие проявления болезни (асцит, желтуха, кровотечения, спленомегалия) обусловлены циррозом. Дети погибают обычно в первые пять лет жизни. Болезнь Андерсен нередко сочетается с муковисцидозом.
4. Болезнь Э́ра-I. [H. G. Hers — французский биохимик.] В основе заболевания лежит дефицит печёночной фосфорилазы, поэтому в основном поражается печень в виде гепатомегалии. Характерен малый рост больных и избыточное накопление жира на ягодицах.
5. Болезнь Э́ра-II представляет собой сочетанный дефект мышечной и печёночной фосфорилаз. Заболевание проявляется признаками болезней Макардла и Эра-I: поражением миокарда, скелетных мышц и гепатоспленомегалией.

#### Мышечные гликогенозы
Наиболее часто среди мышечных гликогенозов встречается болезнь МакА́рдла (гликогеноз V типа). [Б. Макардл — английский педиатр.] Она обусловлена дефектом мышечной фосфорилазы. Первые симптомы появляются в возрасте 10—15 лет (боли в мышцах при физической нагрузке). Постепенно развивается мышечная слабость. При данном типе гликогеноза страдают только скелетные мышцы. Во время физической нагрузки происходит распад мышечных волокон. Высвобождающийся при этом миоглобин окрашивает мочу.

#### Генерализованные гликогенозы
Типичным генерализованным гликогенозом является болезнь По́мпе (гликогеноз II типа). [Дж. К. Помпе — голландский патолог.] Это заболевание возникает вследствие дефицита лизосомного фермента кислой мальтазы, поэтому гликоген накапливается в лизосомах. Наиболее выражено поражение мышц и нервной ткани. Течение болезни весьма неблагоприятное — дети умирают на первом году жизни. Мышечные органы увеличены, особенно сердце и язык (кардиомегалия и макроглоссия). При микроскопическом исследовании миокарда выявляются увеличенные кардиомиоциты со светлой цитоплазмой.

### Приобретённые гликогенопатии
Приобретённые формы нарушения обмена гликогена широко распространены и встречаются при различных заболеваниях. Наиболее характерно нарушение метаболизма гликогена при сахарном диабете. Количество гликогена в тканях организма при этом заболевании, за исключением почек, уменьшается.
В гепатоцитах отмечается своеобразный компенсаторный процесс — часть гликогена перемещается из цитоплазмы в ядро, поэтому ядра таких клеток в обычных микропрепаратах выглядят светлыми, оптически пустыми («дырчатые» ядра). В ядрах гепатоцитов гликогенолиз происходит менее интенсивно, чем в цитоплазме, и клеткам удаётся сохранить гликоген для собственных нужд.
В почках, напротив, значительно усиливается синтез гликогена канальцевыми эпителиоцитами. Это связано с наличием в первичной моче большого количества глюкозы (глюкозурия). Реабсорбируя глюкозу клетки эпителия почечных канальцев, в основном петли Генле и дистальных сегментов, синтезируют из неё гликоген, поэтому канальцевый эпителий богат этим полисахаридом (гликогенная инфильтрация почечных канальцев). Клетки при этом увеличиваются, цитоплазма их становится светлой. Зёрна гликогена выявляются также в просвете канальцев.

### Наследственные формы слизистой дистрофии
Типичным примером наследственной слизистой дистрофии является муковисцидоз.
Муковисцидо́з (кистозный фиброз) — заболевание с аутосомно-рецессивным типом наследования, при котором происходит загустевание слизистых секретов экзокринных желёз. Наиболее часто в процесс вовлекаются лёгкие и кишечник (лёгочная, кишечная и кишечно-лёгочная формы заболевания), реже — поджелудочная железа, билиарный тракт, слюнные, слёзные и потовые железы. Основным морфологическим проявлением муковисцидоза является образование множественных ретенционных кист экзокринных желёз. Ретенцио́нной кисто́й называется резко расширенный выводной проток железы за счёт накопления в нём секрета (от лат. retentio — задержка). При муковисцидозе ретенция секрета обусловлена его загустеванием, в результате чего он блокирует дистальный отдел выводного протока. Увеличивающиеся кисты сдавливают паренхиму органа, вызывая с течением времени её атрофию и, следовательно, функциональную недостаточность. Вокруг кист при этом разрастается фиброзная ткань, поэтому муковисцидоз также называют кистозным фиброзом. Наиболее тяжёлые изменения возникают в лёгких, кишечнике и печени. В лёгких густая слизь обтурирует бронхи, вызывая ателектазы и способствуя развитию инфекционных осложнений. В кишечнике густой меконий приводит к мекониальной тонкокишечной непроходимости (мекониальный илеус). Густой меконий, длительно сдавливая стенку кишки, может приводить к нарушению кровообращения в ней и к перфорации с последующим формированием мекониального перитонита. В печени загустевание желчи сопровождается холестазом, завершающимся билиарным циррозом.
Существует аргументированная точка зрения, согласно которой муковисцидоз рассматривается как приобретённое, а не наследственное заболевание. Он вызван дефицитом ряда микроэлементов, прежде всего селена, в антенатальном периоде.

### Приобретённые формы слизистой дистрофии
К приобретённым формам слизистой дистрофии относятся (1) осложнения катарального воспаления вследствие чрезмерной секреции слизи и (2) проявления коллоидной дистрофии.
Острое катаральное воспаление (или обострение хронического) может сопровождаться гиперпродукцией слизи, которая обтурирует выводные протоки желёз или бронхи. Затруднение оттока слизи по протоку в ряде случаев приводит к развитию ретенционной кисты. Обтурация слизью бронха может завершиться появлением ателектаза.
Колло́идная дистрофи́я — накопление в ткани ряда органов слизеподобных веществ (мукоида, псевдомуцинов), которые при уплотнении принимают вид коллоида. Примером коллоидной дистрофии является коллоидный зоб.